# Myth Makers: Trixie in Toyland
Myth Makers: Trixie in Toyland es un videojuego de plataformas para Microsoft Windows, PlayStation 2 y Nintendo Wii. El juego fue creado por Data Design Interactive, con sede en Reino Unido. Es una de las tres partes de su franquicia de videojuegos Myth Makers.

## Jugabilidad
El jugador controla a Trixie, el personaje principal del juego. Para pasar al siguiente nivel los jugadores deben recolectar ocho barras de poder para activar un teletransportador mientras son atacados por varios enemigos. Cuando el jugador completa un nivel y lo vuelve a jugar, aparece un menú con un segundo modo disponible, "Recolección de puntajes". Si el nivel se completa de nuevo en este modo, el jugador desbloqueará el modo 'Contrarreloj'. La finalización de este modo desbloquea las 'camionetas ocultas'. modo alternativo.

## Trama
La historia sigue a Trixie, la cadete del Conejo de Pascua que persigue a Penumbra (una tirano) que ha robado los orbes de los creadores de mitos y se ha apoderado de Toyland. Trixie tiene que recuperar los orbes robados, derrotar a la malvada Penumbra y salvar Toyland.

## Recepción
El juego recibó críticas universalmente negativas por parte de los críticos. IGN le dio un 1,4/10 indicando sarcásticamente que es "realmente un título fantástico como Ninjabread Man y Anubis II; todos deberían experimentar Trixie en Toyland al igual que todos deberían experimentar cáncer de garganta".